# خلیج راپید، استرالیای جنوبی
ساحل راپید، استرالیای جنوبی (انگلیسی: Rapid Bay, South Australia)
نام یک ساحل است که در استرالیای جنوبی واقع شده است. این ساحل شبه‌جزیره‌ای فلوریو، در استرالیای جنوبی را در برمیگیرد. این ساحل از شهر یانکالیلا آغاز می‌شود و به شهر آدلاید ختم می‌گردد. طول کلی این ساحل ۱۰۰ کیلومتر برآورد گردیده است.

## نگارخانه

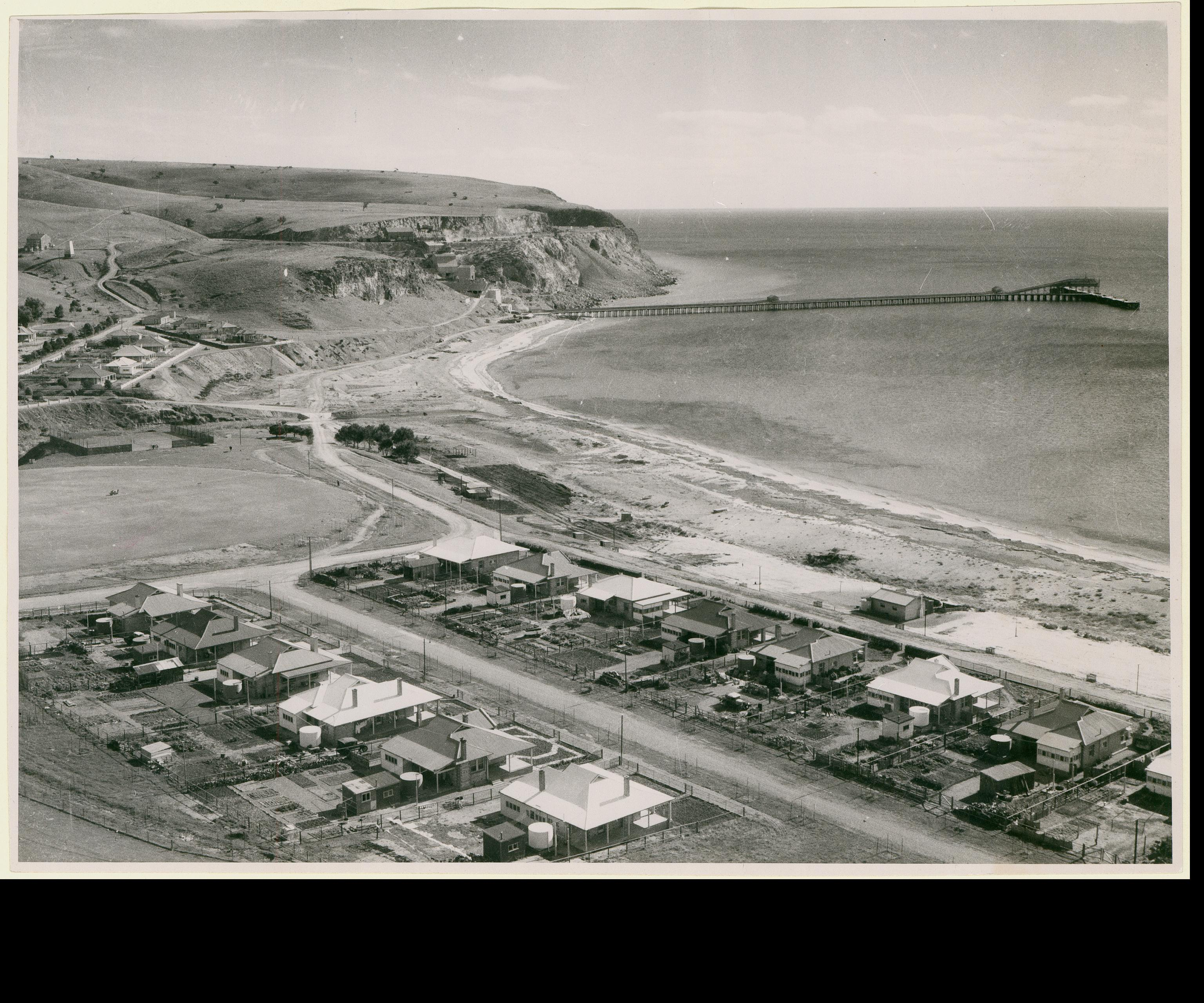
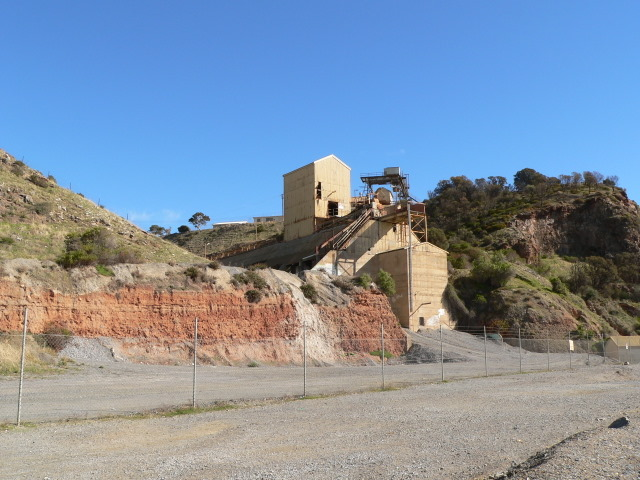